# Tristagma philippii
Tristagma philippii là một loài thực vật có hoa trong họ Amaryllidaceae. Loài này được Gand. miêu tả khoa học đầu tiên năm 1919.